# Francis Grenfell, I barone Grenfell
Francis Grenfell, I barone Grenfell (Swansea, 29 aprile 1841 – Windlesham, 27 gennaio 1925), è stato un generale britannico.

## Biografia
Discendente del politico e uomo d'affari britannico Pascoe Grenfell (1761-1838), Francis Grenfell frequentò la Milton Abbas School, nel Dorset, prima di entrare nel Terzo Battaglione del 60th Royal Rifles, nel 1859. Dopo aver prestato servizio in diverse campagne coloniali negli anni '70 dell'Ottocento, tra le quali la Nona guerra di frontiera del Capo e la guerra anglo-zulu, fu nominato vice quartiermastro generale nel Transvaal nel 1881, e promosso colonnello l'anno successivo. Nel 1882 fu aiutante di campo della regina Vittoria e venne inviato a combattere in Egitto divenendo Sirdar e cioè comandante dell'esercito locale (Egyptian Army) nel 1885.
Insignito dell'Ordine del Bagno nel 1885, Grenfell ottenne il grado di Cavaliere l'anno successivo e venne promosso generale di divisione nel 1889. Lo stesso anno comandò le forze britanniche a Suakin e nella battaglia di Toski (Guerra Mahdista). In riconoscimento della trasformazione che egli apportò all'esercito egiziano ed alla sua capacità di comando venne nominato Cavaliere di Gran Croce dell'Ordine dei Santi Michele e Giorgio lasciando l'Egitto nel 1892. Due anni dopo divenne ispettore generale delle forze ausiliarie presso il Ministero della Guerra, e nel 1897 tornò in Egitto per prendere il comando delle forze britanniche nel corso della spedizione a Khartoum, ottenendo anche la Gran Croce dell'Ordine del Bagno l'anno successivo. Divenne dunque governatore di Malta nel 1899, incarico che mantenne per quattro anni. Nel 1902 ottenne il titolo nobiliare di Barone Grenfell di Kilvey nella contea di Glamorgan.
Nel 1904, dopo aver ottenuto il comando del 4th Army Corps, Francis Grenfell venne nominato comandante in capo delle truppe britanniche in Irlanda e si ritirò quattro anni dopo col grado di Feldmaresciallo.
Lord Grenfell morì all'età di 83 anni a Windlesham, Surrey Heath, e sepolto a Beaconsfield nel Buckinghamshire.